# Lusail
Lusail (nota anche come Lusail City; in arabo لوسيل‎?, Lūsayl) è una città pianificata situata in Qatar, sulla costa, nella parte settentrionale del territorio di Al Daayen. Lusail si trova a circa 23 km a nord del centro della città di Doha, appena a nord della West Bay Lagoon, su oltre 38 km² e alla fine avrà l'infrastruttura necessaria ad ospitare 450.000 persone. Di queste 450.000 persone, si stima che 250.000 o meno saranno residenti, 190.000 saranno impiegati e 60.000 saranno impiegate nel commercio al dettaglio.
Si prevede che verranno costruiti due porti turistici, aree residenziali, resort, centri commerciali, negozi di lusso e strutture per il tempo libero, campi da golf, isole artificiali con relative stazioni balneari ed altre attività di lusso. La costruzione è ancora in corso. La gestione del progetto è condotta dalla società a controllo statale Qatari Diar Real Estate Investment Company insieme a Parsons Corporation e Dorsch-Gruppe.
È uno dei luoghi che ha ospitato il campionato mondiale di calcio 2022.

## Origini del nome
Il nome di Lusail deriva da "al wassail", il termine locale per una pianta che cresce generosamente nella zona.

## Storia

### 1900-2000
Nel 1908, J. G. Lorimer registrò Lusail nella sua opera Gazetteer of the Persian Gulf, indicandolo come un villaggio di circa cinquanta case di pietra e fango, con circa una dozzina di barche da pesca.
In una trascrizione del 1904 del Gazeetteer di Lorimer, egli afferma che lo sceicco Jassim si stabilì per la prima volta a Lusail nel 1903 con alcune tribù alleate. Lo sceicco Jassim morì e fu sepolto a Lusail nel luglio 1913.

### 2000-oggi
I piani per lo sviluppo di Lusail City vennero annunciati per la prima volta nel 2005. Dopo che fu approvata una risoluzione del governo nel 2002, Lusail insieme ai suoi sobborghi di Al Kharayej e Jabal Thuaileb divennero le prime aree del Qatar in cui gli stranieri potevano possedere beni immobili.
Nel dicembre 2013, Qatari Diar ha annunciato che è stato acquistato oltre l'80% degli spazi di Lusail.
Nell'aprile 2018 è stato dichiarato che sono stati completati oltre l'80% dei progetti infrastrutturali della città.

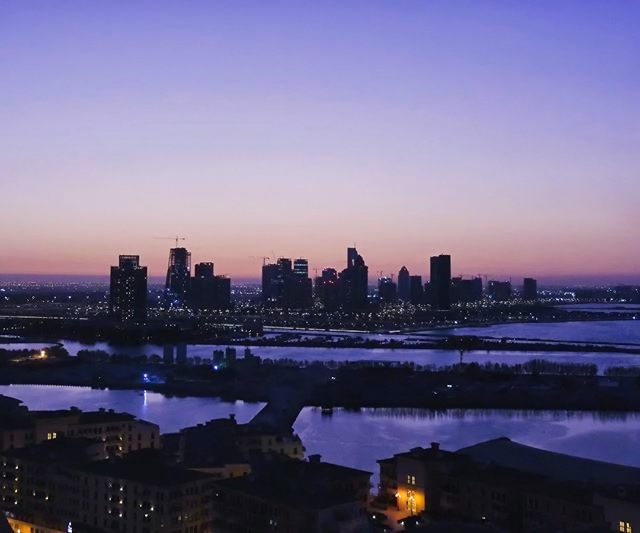
Lusail - Giugno 2018

## Monumenti e luoghi d'interesse
- Katara Towers, grattacielo che ospita appartamenti, negozi, uffici, ristoranti e due hotel di lusso.

## Sport

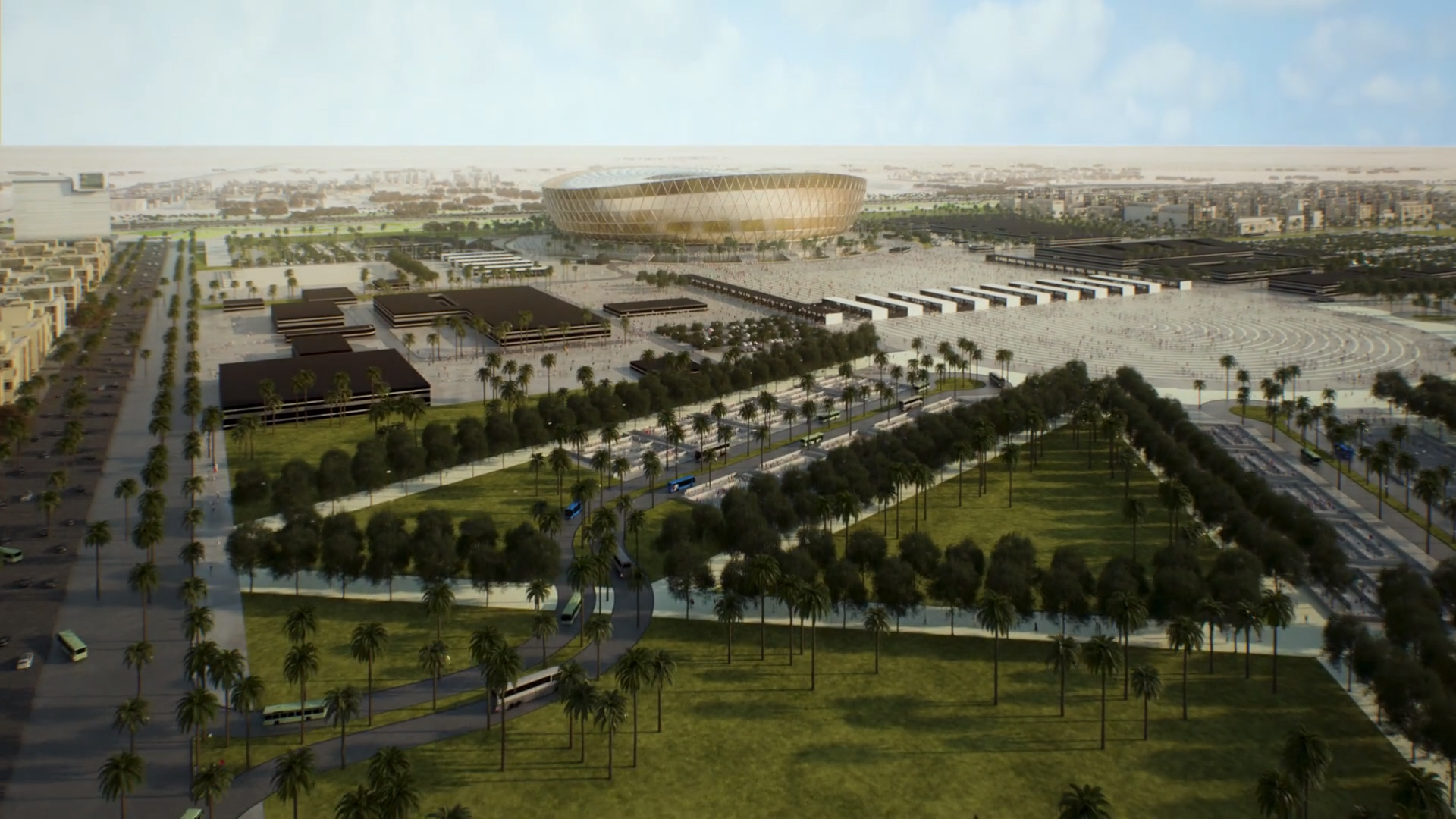
Rendering del Lusail Stadium

### Calcio
Lo Stadio Iconico di Lusail, con una capacità di oltre 80.000 persone, ha ospitato la finale del campionato mondiale di calcio 2022. Il design dello stadio è ispirato alla vela di un tradizionale dau, in quanto Lusail è situata a nord di Doha, sulla costa orientale, luogo la cui attività storica tradizionale è la pesca di perle. Dopo la Coppa del Mondo FIFA, lo stadio sarà utilizzato per ospitare altri eventi sportivi e culturali. Gli architetti sono MANICA Architecture e Foster and Partners.

### Motori
Nelle vicinanze di Lusail sorge il Losail International Circuit, inaugurato nel 2004, che ospita gare del Motomondiale, del Campionato mondiale Superbike e di GP2 Asia Series. Inoltre tale circuito ha ospitato il Gran Premio del Qatar 2021 di Formula 1 e si appresta ad ospitare ulteriori edizioni del Gran Premio del Qatar nuovamente a partire dal 2023.

## Geografia antropica

### Suddivisioni amministrative

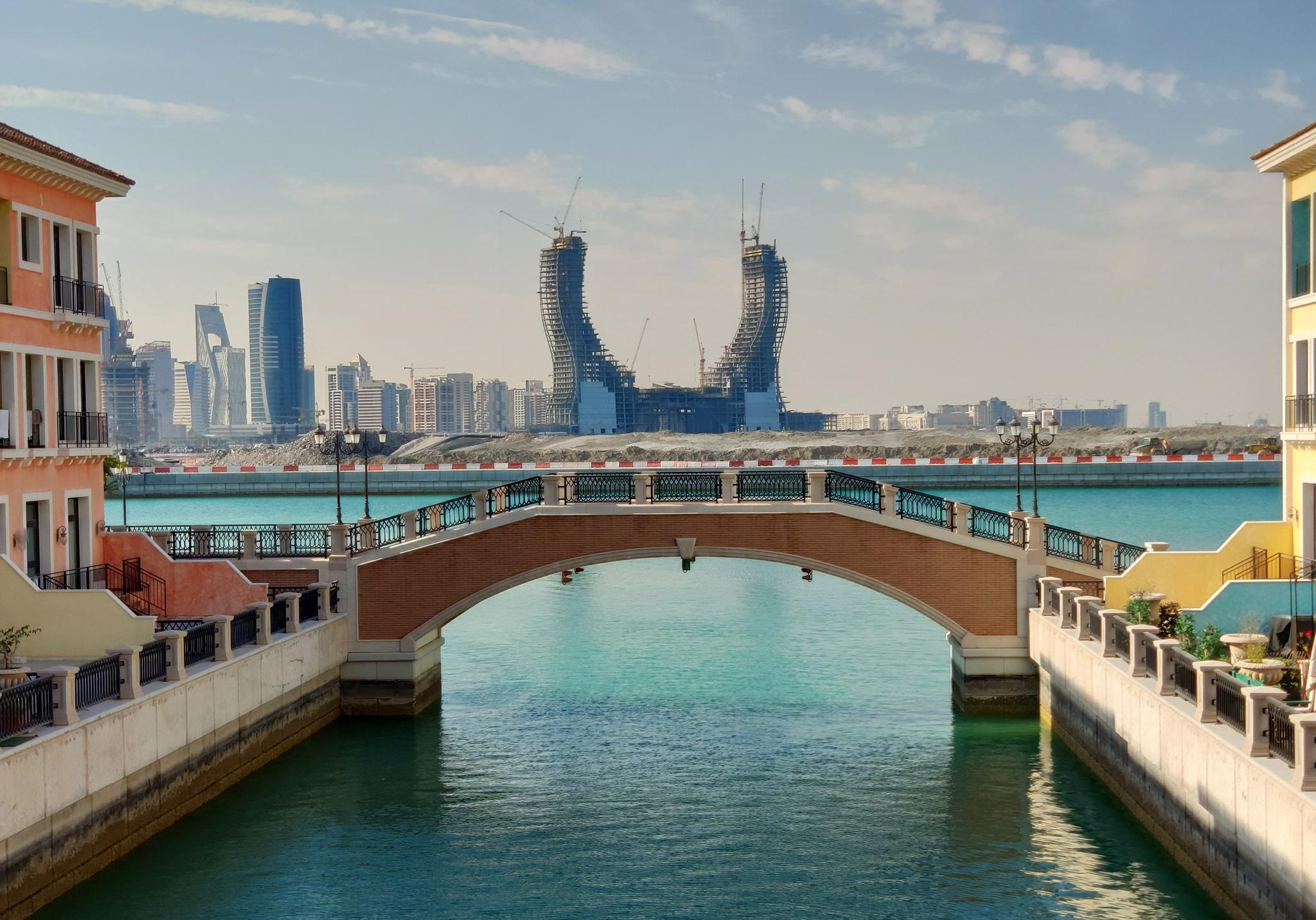
Lusail Marina Iconic Development 2018

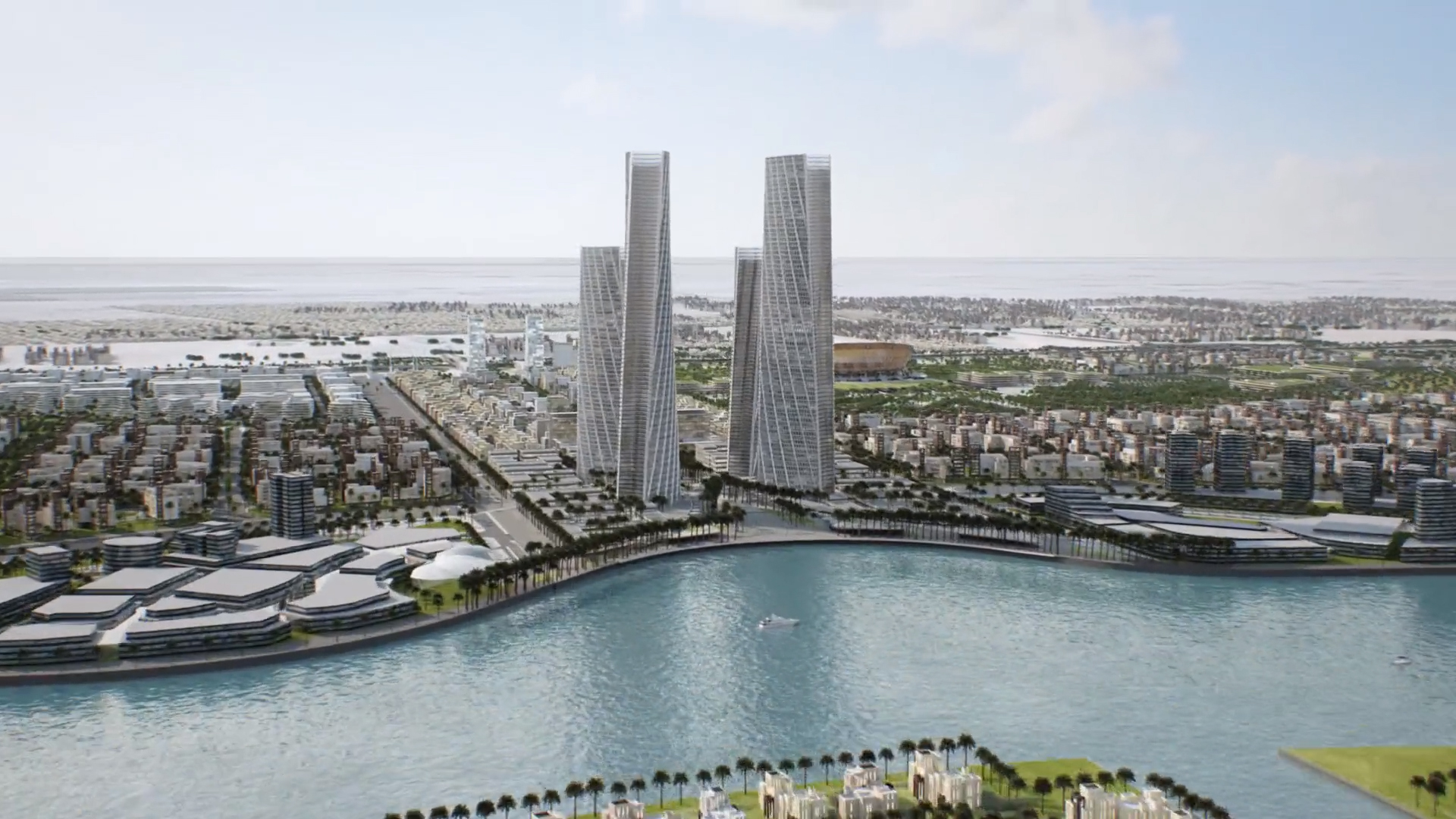
Rendering de Lusail Towers e Commercial Boulevard (center)

L'intero complesso/città è diviso in diciannove distretti orientati alle diverse funzionalità:
- Golf District, il campo da golf con sviluppo di ville esclusive a 360 gradi e resort golfistici
- North Residential District, 895 ville su un'area di 126 ettari e 4 scuole
- Waterfront Residential District, quartiere residenziale lungo la costa
- Al Kharayej Towers, originariamente un villaggio rurale vicino, trasformato attraverso la costruzione di 42 complessi di appartamenti
- Stadium District, quartiere dedicato allo Stadio Iconico dove avverranno le celebrazioni principali del Mondiale di calcio 2022
- Energy City 1, progettato per diventare un importante snodo commerciale per l'industria petrolifera e del gas del paese
- Waterfront Commercial District, conosciuto anche come "Seef Lusail", il distretto fungerà da hub per centri commerciali e altri esercizi commerciali
- Fox Hills, anche conosciuto come Jabal Thuaileb, area residenziale (previsti più di 9000 appartamenti) costruiti con uno "stile tradizionale" nazionale
- Al Erkyah,un distretto ad uso misto che comprende principalmente open-space, strutture commerciali e mediche
- Energy City 2, accanto a Energy City 1, sarà costituita principalmente da unità abitative, in particolare per i residenti che lavorano nel distretto collegato
- Entertainment City, oltre 2.000 unità abitative, 11 hotel e numerosi parchi a tema, locali notturni e centri commerciali.
- Entertainment Island, un'isola di 100 ettari con edifici per eventi di ogni genere e museo su larga scala, in futuro[14]
- Medical and Education District, distretto dove sarà posizionata la maggior parte delle strutture mediche e educative di Lusail
- Qatar Petroleum District, ospiterà la nuova sede centrale della compagnia energetica Qatar Petroleum (QP)
- Marina District, una delle principali attrazioni sarà il complesso turistico noto come 'Lusail Marina Iconic Development' (una volta completato, il complesso includerà strutture ricreative, ristoranti di lusso e oltre 800 camere d'albergo e appartamenti)[15]; un'altra attrazione sarà la 'Marina Twin Towers', che comprende 8236 m² di spazi per uffici.[16]
- Qetaifan Islands, composto da tre isole, verranno costruite hotels, ville di lusso, un parco acquatico, un lungomare e mercati
- Boulevard District, hub centrale della città, spazi commerciali e uffici si trovano qui. La sua strada e i suoi edifici saranno ispirati al viale Champs-Élysées di Parigi.[17]
- Lusail Towers, questo distretto conterrà uffici e torri commerciali. Le strutture più alte di Lusail si troveranno qui

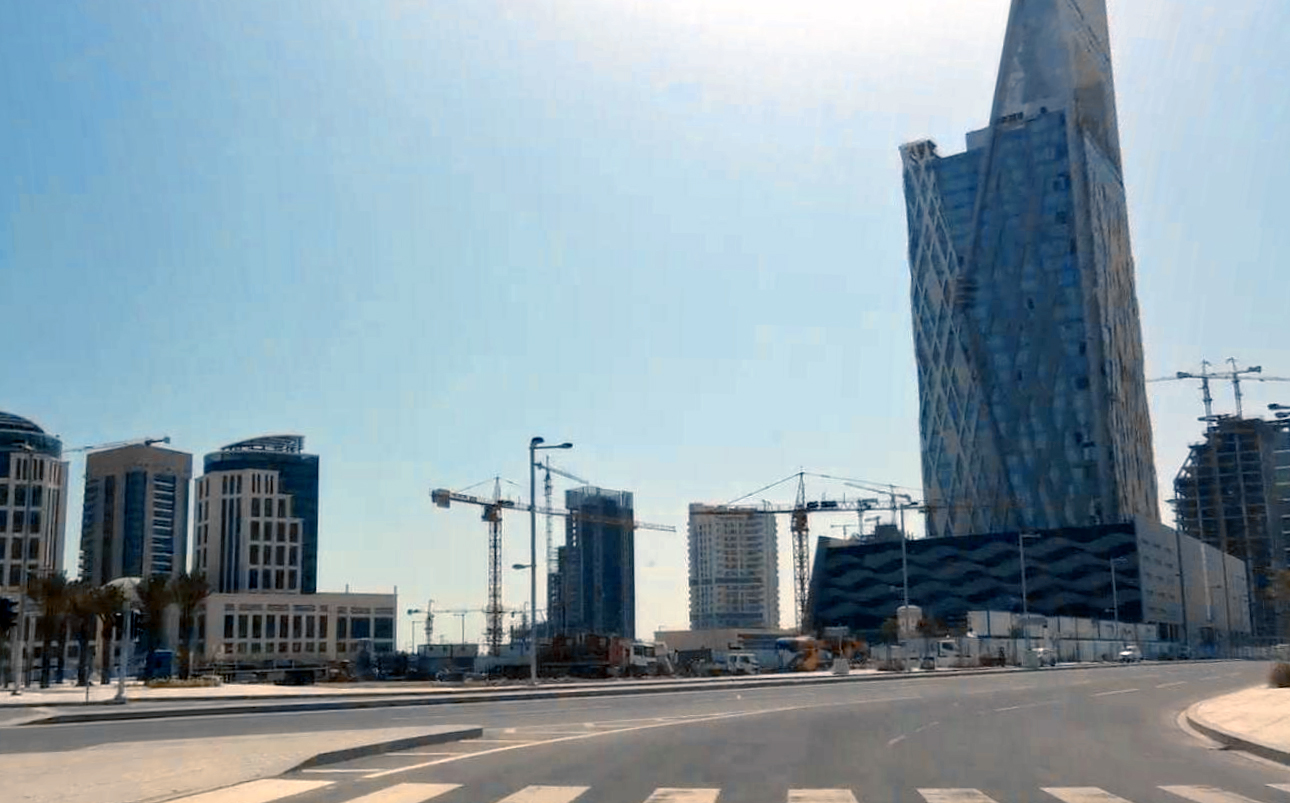
Fox Hills skyline off Lusail Street

## Critiche
L'organizzazione per i diritti umani Amnesty International ha criticato le condizioni di lavoro precarie e di sfruttamento a Lusail nel 2018. Si dice che i lavoratori edili abbiano trattenuto sistematicamente i salari dalla società di costruzioni Mercury Mena dal 2016. Secondo la società di costruzioni, gli unici responsabili sono i partner commerciali locali inaffidabili.